# Johannes-Nepomuk-Kapelle (Gebenhofen)

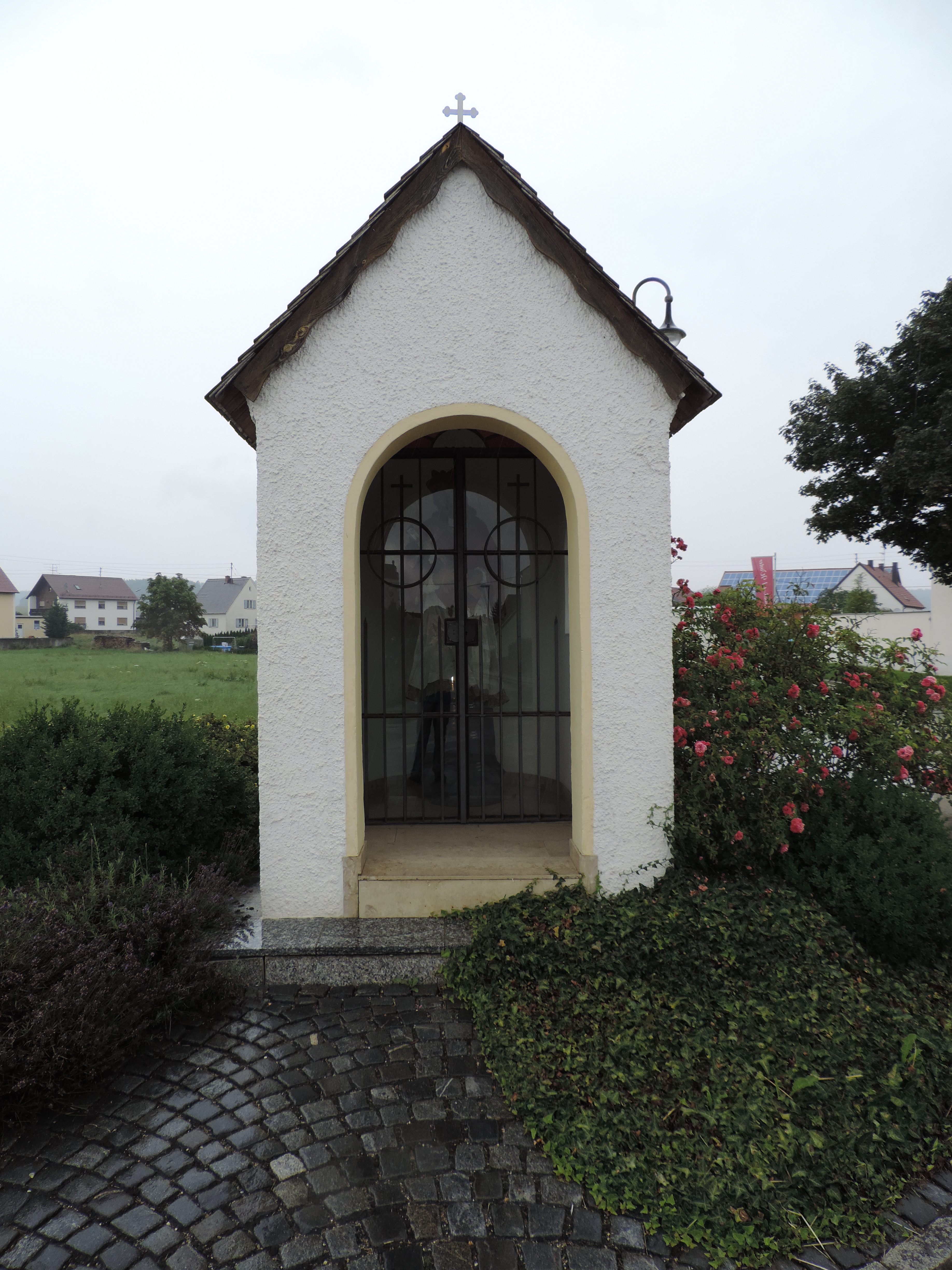
Wegkapelle in Gebenhofen

Die Johannes-Nepomuk-Kapelle  in Gebenhofen, einem Gemeindeteil von Affing im schwäbischen Landkreis Aichach-Friedberg in Bayern, wurde im 18. Jahrhundert errichtet. Die katholische Wegkapelle am Rehlinger Weg, an der Abzweigung nach Anwalting, ist ein geschütztes Baudenkmal.
In dem kleinen Rechteckbau mit Satteldach steht eine lebensgroße Figur des heiligen Johannes Nepomuk, die um 1730 datiert und Johann Georg Bschorer zugeschrieben wird.
Die Gemeinde Affing überschrieb die Kapelle am 1. Mai 1982 dem katholischen Burschenverein, nachdem dieser sie renoviert hatte.